# Hofors landsfiskalsdistrikt
Hofors landsfiskalsdistrikt var 1918–1964 ett landsfiskalsdistrikt i Gävleborgs län, bildat som Torsåkers landsfiskalsdistrikt när Sveriges indelning i landsfiskalsdistrikt trädde i kraft den 1 januari 1918, enligt beslut den 7 september 1917. När Sveriges nya indelning i landsfiskalsdistrikt trädde i kraft den 1 januari 1952 (enligt kungörelsen 1 juni 1951) ändrades distriktets namn till Hofors men lämnades i övrigt oförändrat. Den 1 januari 1965 avskaffades i Sverige samtliga landsfiskaler och landsfiskalsdistrikt, och deras arbetsuppgifter delades upp på de nyskapade indelningarna polisdistrikt, åklagardistrikt och kronofogdedistrikt.
Landsfiskalsdistriktet låg under länsstyrelsen i Gävleborgs län.

## Ingående områden
Distriktet bestod ursprungligen av kommunen Torsåker, som 1 januari 1925 delades på två delar genom utbrytningen av Hofors kommun.

### Från 1918
- Torsåkers landskommun

### Från 1925
- Hofors landskommun
- Torsåkers landskommun